# Veinte para las doce
Veinte para las doce es el título del segundo álbum de estudio grabado por la banda mexicana de rock en español Coda, Fue publicado en formato de casete y disco compacto el 27 de junio de 1995 bajo el sello discográfico Sony Music México.

## Grabación
Este disco fue grabado en febrero de 1995 en los estudios Jacob's Studios de Farnham, Reino Unido y fue producido por Robin Black, productor de bandas como Black Sabbath, Pink Floyd y Supertramp.
Spike Edney, teclista de Queen, fue quien realizó todos los arreglos musicales de todas las canciones del álbum. La power ballad «Aún», Edney le adhirió un arreglo de cuerdas. El productor de televisión mexicano Guillermo del Bosque realizó el vídeoclip de «Veinte para las doce», alcanzando el primer lugar de la lista del canal de vídeos musicales Telehit.

## Lista de canciones
Todas las canciones fueron escritas por Coda.

| Side one |                                               |          |  |
| N.º      | Título                                        | Duración |  |
| 1.       | «Pon el mundo a girar»                        | 4:04     |  |
| 2.       | «Si te tuviera aquí»                          | 4:54     |  |
| 3.       | «Dame un poco de tiempo»                      | 4:22     |  |
| 4.       | «Aún»                                         | 4:55     |  |
| 5.       | «Otro tono al gris»                           | 4:25     |  |
| 6.       | «Veinte para las doce (Al calor de la noche)» | 5:01     |  |
| 7.       | «Frío»                                        | 4:23     |  |
| 8.       | «Solo»                                        | 4:38     |  |
| 9.       | «No puedo estar sin ti»                       | 3:43     |  |
| 10.      | «Sed»                                         | 3:23     |  |
| 11.      | «Nada en común»                               | 4:02     |  |

## Créditos
- Salvador «Chava» Aguilar — voz
- Antonio «Toño» Ruiz — guitarra acústica y guitarra eléctrica
- Eloy Sanchez — batería
- Allan Pérez — bajo
- David Melchor — teclados